# هاري دان
هاري دان (بالإنجليزية: Harry Dunn)‏ هو مدرب كرة قدم ولاعب كرة قدم بريطاني، ولد في 5 سبتمبر 1953 في درم في المملكة المتحدة. لعب مع نادي بيرنلي ونادي سكاربورو.